# Magnistipula
Magnistipula é um género botânico pertencente à família chrysobalanaceae.

## Espécies
Formado por 18 espécies:
| - Magnistipula bangweolensis - Magnistipula bimarsupiata - Magnistipula butayei - Magnistipula cerebriformis - Magnistipula conrauana - Magnistipula cuneatifolia - Magnistipula cupheiflora - Magnistipula devriesii - Magnistipula eglandulosa | - Magnistipula fleuryana - Magnistipula glaberrima - Magnistipula katangensis - Magnistipula pallidiflora - Magnistipula sapini - Magnistipula tamenaka - Magnistipula tessmannii - Magnistipula youngii - Magnistipula zenkeri |